# Großdorn-Husarenfisch

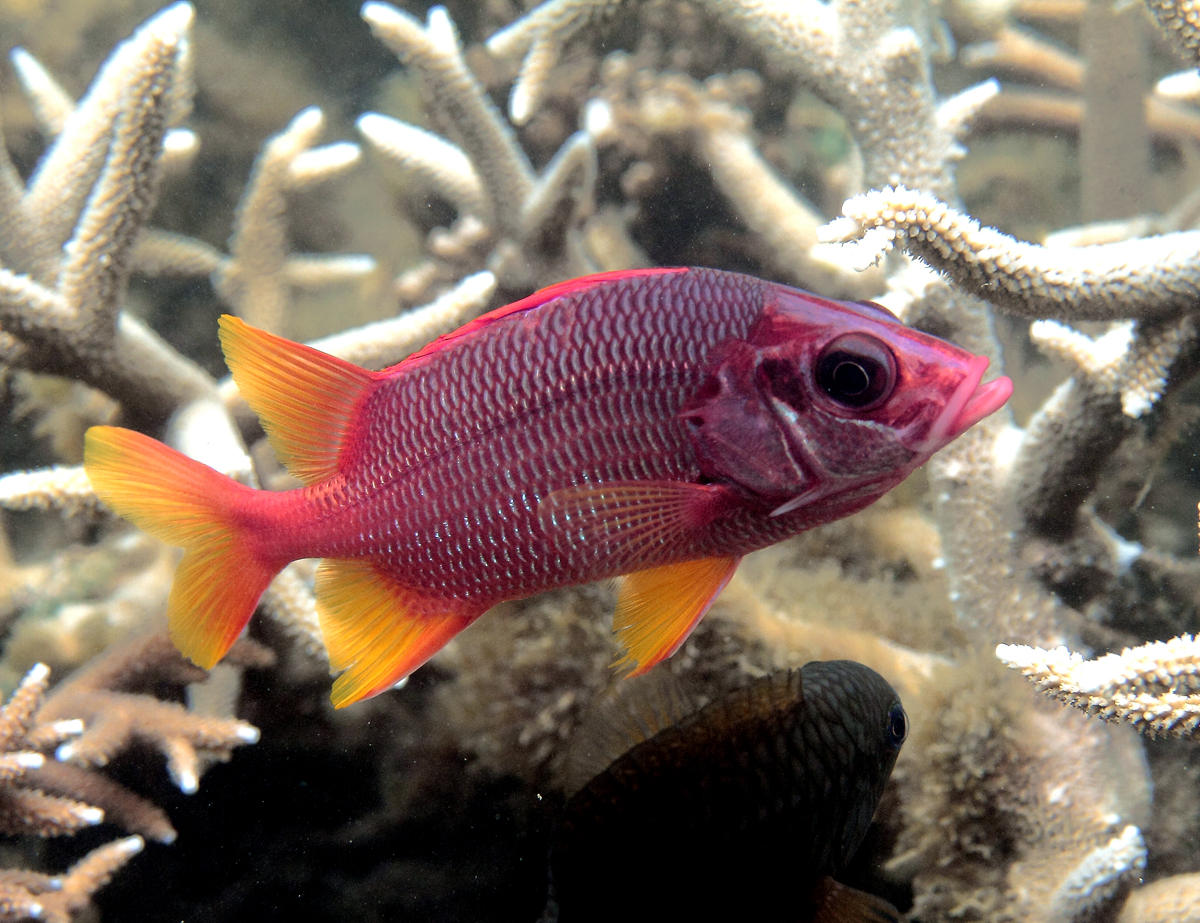
Großdorn-Husarenfisch (Sargocentron spiniferum), juvenil

Der Großdorn-Husarenfisch oder auch Riesenhusar (Sargocentron spiniferum) ist ein Raubfisch aus der Gattung Sargocentron aus der Unterfamilie der Husarenfische (Holocentrinae).

## Äußere Erscheinung
Der Fisch ist von rötlicher Farbe und hat eine gedrungene Gestalt. Die rötlichen Schuppen haben weiße Ränder. Die Flossen sind orange bis gelblich. Der Kopf hat ein konkaves Profil mit einem nach oben gerichteten Maul. Der Unterkiefer ist deutlich länger als der Oberkiefer. Der Fisch verfügt über einen kurzen Schwanz mit ausgerandeter Schwanzflosse. Der Großdorn-Husarenfisch wird bis zu 45 cm lang und ist damit der größte Vertreter seiner (allerdings nicht monophyletischen) Gattung.

## Verbreitung
Großdorn-Husarenfische kommen im Roten Meer, im Indischen Ozean und im Pazifischen Ozean bis nach Japan und Mikronesien vor.

## Lebensraum
Dieser Fisch bevorzugt spaltenreiche Gebiete, insbesondere Korallenriffe. Dort verbringen sie versteckt in Höhlen und Spalten den Tag. Die Tiere leben in Wassertiefen zwischen 5 und 120 m.

## Ernährung
Großdorn-Husarenfische sind nachtaktive Raubfische. Sie leben einzelgängerisch und jagen auch einzeln nach Fischen und Krustentieren.

## Verhalten gegenüber Menschen
Die Tiere gehen den Menschen aus dem Weg und sind nicht aggressiv. Trotz des Giftstachels auf den Kiemendeckeln sind sie grundsätzlich ungefährlich. Verletzungsgefahr besteht, wenn Taucher oder Schnorchler versuchen, die Tiere anzufassen.